# Prince Edward County
Prince Edward County ist ein County im Bundesstaat Virginia der Vereinigten Staaten. Im Jahr 2020 hatte das County 21.849 Einwohner und eine Bevölkerungsdichte von 23,9 Einwohnern pro Quadratkilometer. Der Verwaltungssitz (County Seat) ist Farmville.

## Geographie
Prince Edward County liegt etwas südöstlich des geographischen Zentrums von Virginia und hat eine Fläche von 916 Quadratkilometern, wovon drei Quadratkilometer Wasserfläche sind. Es grenzt im Uhrzeigersinn an folgende Countys: Cumberland County, Amelia County, Nottoway County, Lunenburg County, Charlotte County, Appomattox County und Buckingham County.

## Geschichte
Gebildet wurde es am 27. Februar 1752 aus Teilen des Amelia County. Es wurde nach dem Prince Edward, Duke of York and Albany, benannt.

## Demografische Daten

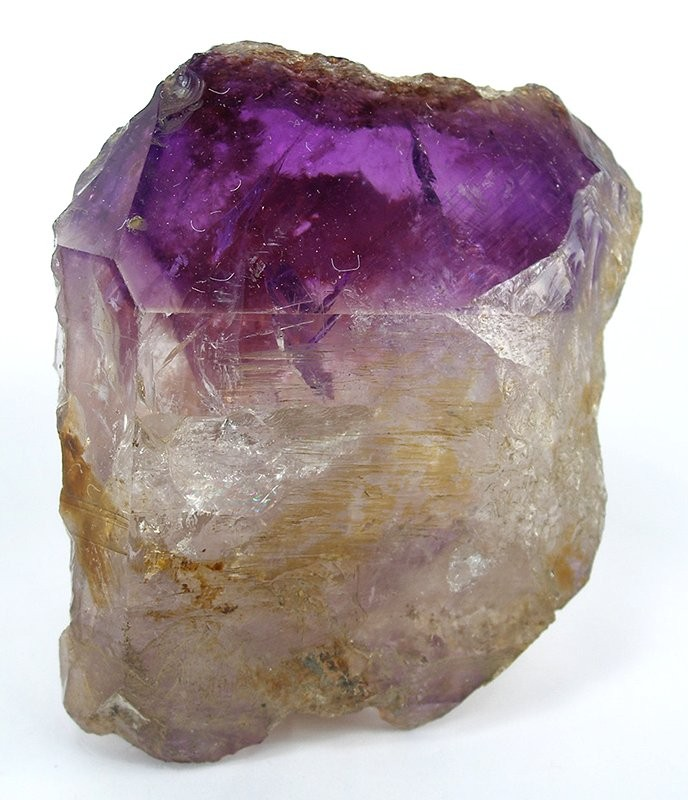
Im County geförderter Quarz

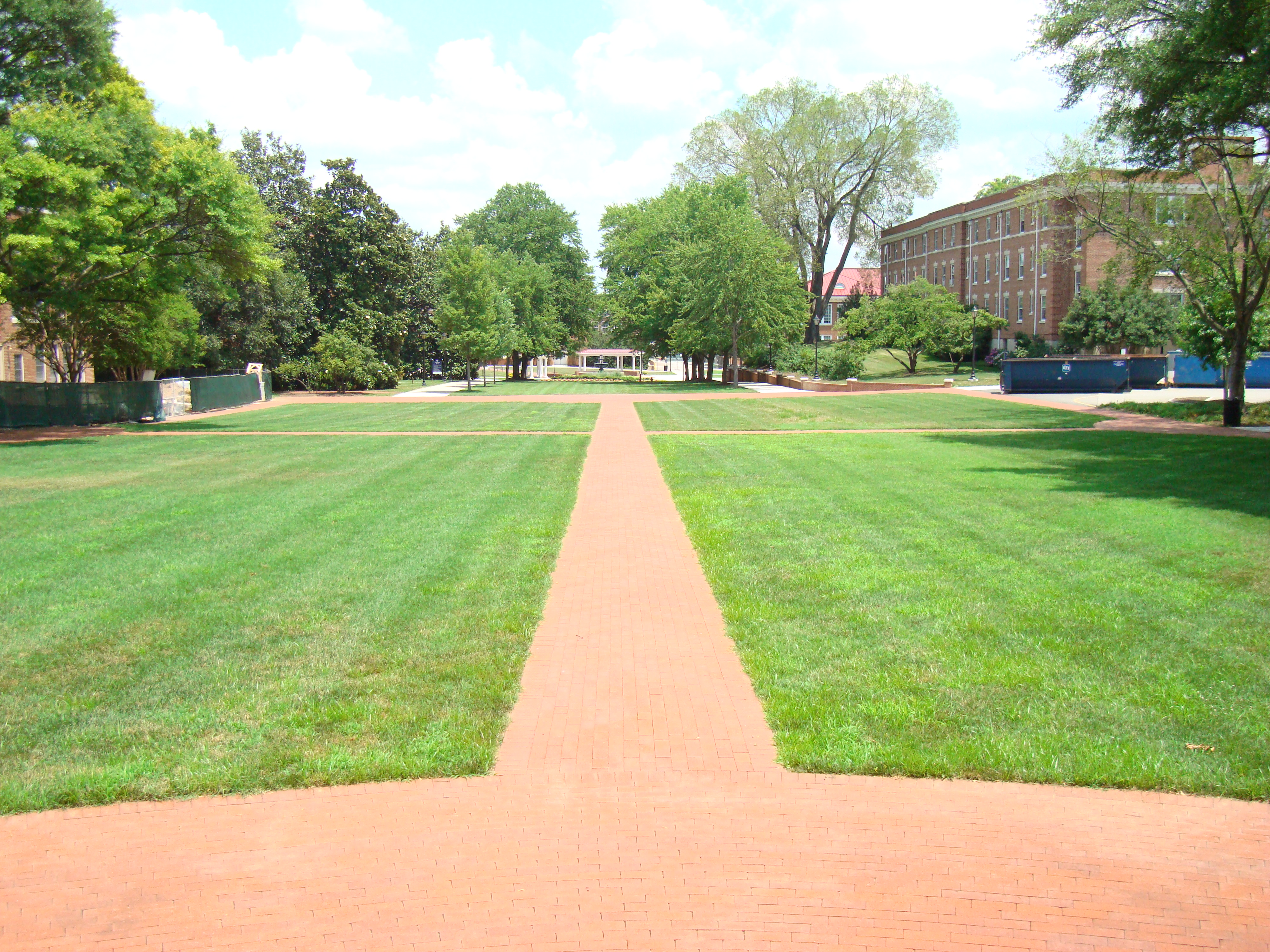
Gelände der Longwood University

Alterspyramide des Prince Edward County

Nach der Volkszählung im Jahr 2000 lebten im Prince Edward County 19.720 Menschen. Davon wohnten 3753 Personen in Sammelunterkünften, die anderen Einwohner lebten in 6561 Haushalten und 4271 Familien. Die Bevölkerungsdichte betrug 22 Einwohner pro Quadratkilometer. Ethnisch betrachtet setzte sich die Bevölkerung zusammen aus 62,17 Prozent Weißen, 35,82 Prozent Afroamerikanern, 0,18 Prozent amerikanischen Ureinwohnern, 0,55 Prozent Asiaten, 0,10 Prozent Bewohnern aus dem pazifischen Inselraum und 0,23 Prozent aus anderen ethnischen Gruppen; 0,95 Prozent stammten von zwei oder mehr ethnischen Gruppen ab. 0,94 Prozent der Bevölkerung waren spanischer oder lateinamerikanischer Abstammung.
Von den 6561 Haushalten hatten 29,0 Prozent Kinder und Jugendliche unter 18 Jahre, die bei ihnen lebten. 46,5 Prozent waren verheiratete, zusammenlebende Paare, 14,9 Prozent waren allein erziehende Mütter, 34,9 Prozent waren keine Familien, 28,9 Prozent waren Singlehaushalte und in 12,3 Prozent lebten Menschen im Alter von 65 Jahren oder darüber. Die Durchschnittshaushaltsgröße betrug 2,43 und die durchschnittliche Familiengröße lag bei 2,99 Personen.
Auf das gesamte County bezogen setzte sich die Bevölkerung zusammen aus 20,2 Prozent Einwohnern unter 18 Jahren, 23,5 Prozent zwischen 18 und 24 Jahren, 22,5 Prozent zwischen 25 und 44 Jahren, 19,6 Prozent zwischen 45 und 64 Jahren und 14,2 Prozent waren 65 Jahre alt oder darüber. Das Durchschnittsalter betrug 32 Jahre. Auf 100 weibliche Personen kamen 95,7 männliche Personen. Auf 100 Frauen im Alter von 18 Jahren oder darüber kamen statistisch 93,2 Männer.

Das jährliche Durchschnittseinkommen eines Haushalts betrug 31.301 USD, das Durchschnittseinkommen der Familien betrug 38.509 USD. Männer hatten ein Durchschnittseinkommen von 29.487 USD, Frauen 21.659 USD. Das Prokopfeinkommen betrug 14.510 USD. 14,6 Prozent der Familien und 18,9 Prozent der Bevölkerung lebten unterhalb der Armutsgrenze. Davon waren 24,4 Prozent Kinder oder Jugendliche unter 18 Jahre und 15,9 Prozent waren Menschen über 65 Jahre.